# Ivisan
Ivisan ist eine philippinische Stadtgemeinde in der Provinz Capiz. Sie hat 29.055 Einwohner (Zensus 1. August 2015).

## Baranggays
Ivisan ist politisch in 15 Baranggays unterteilt.
- Agmalobo
- Agustin Navarra
- Balaring
- Basiao
- Cabugao
- Cudian
- Ilaya-Ivisan
- Malocloc Norte
- Malocloc Sur
- Matnog
- Mianay
- Ondoy
- Poblacion Norte
- Poblacion Sur
- Santa Cruz